# Theristus strandi
Theristus strandi är en rundmaskart. Theristus strandi ingår i släktet Theristus, och familjen Monhysteridae. Arten är reproducerande i Sverige.